# La Valeta (Alta Garona)
La Valeta (francès Lavalette) és un municipi del departament francès de l'Alta Garona, a la regió d'Occitània.

## Monument

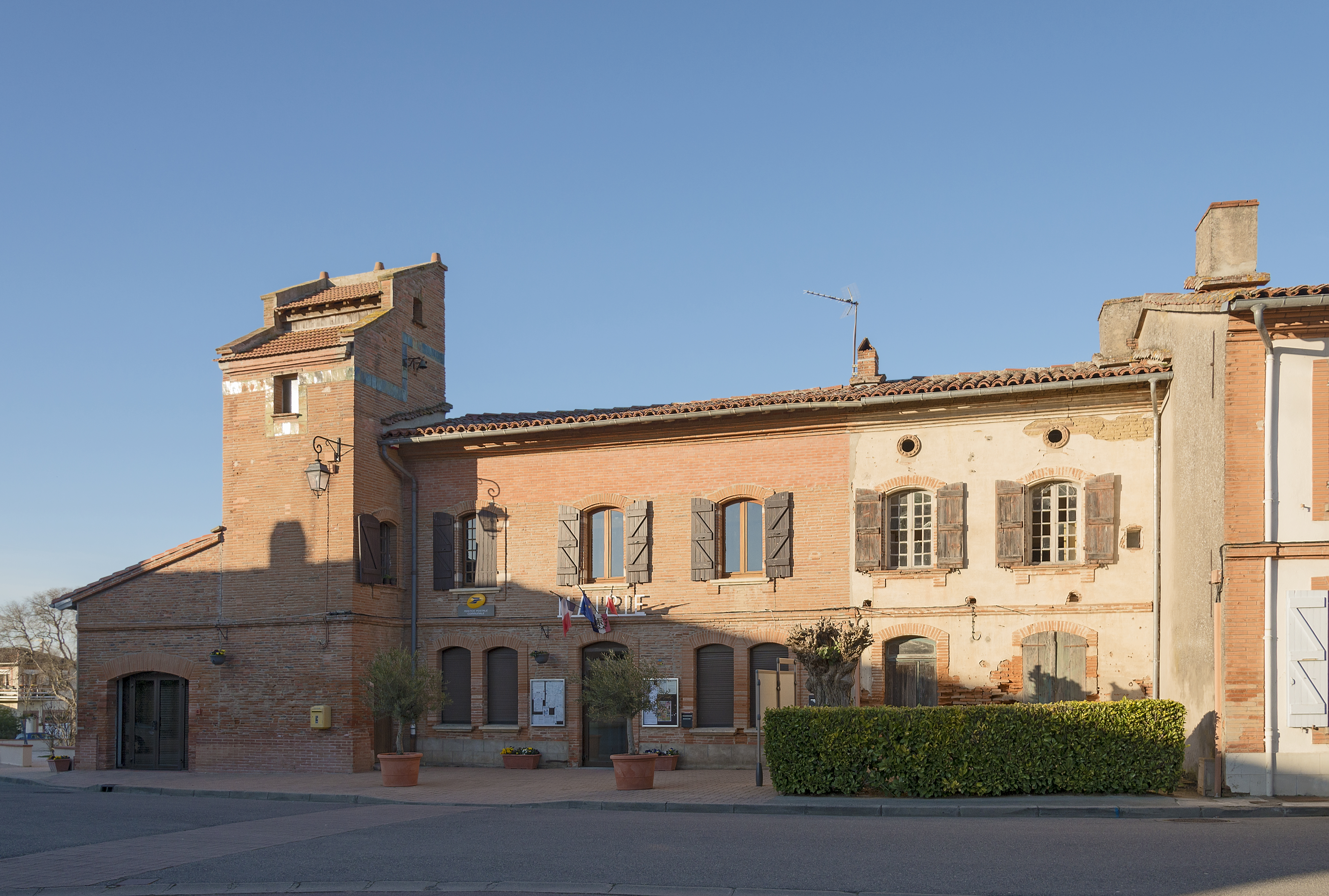
L'ajuntament.
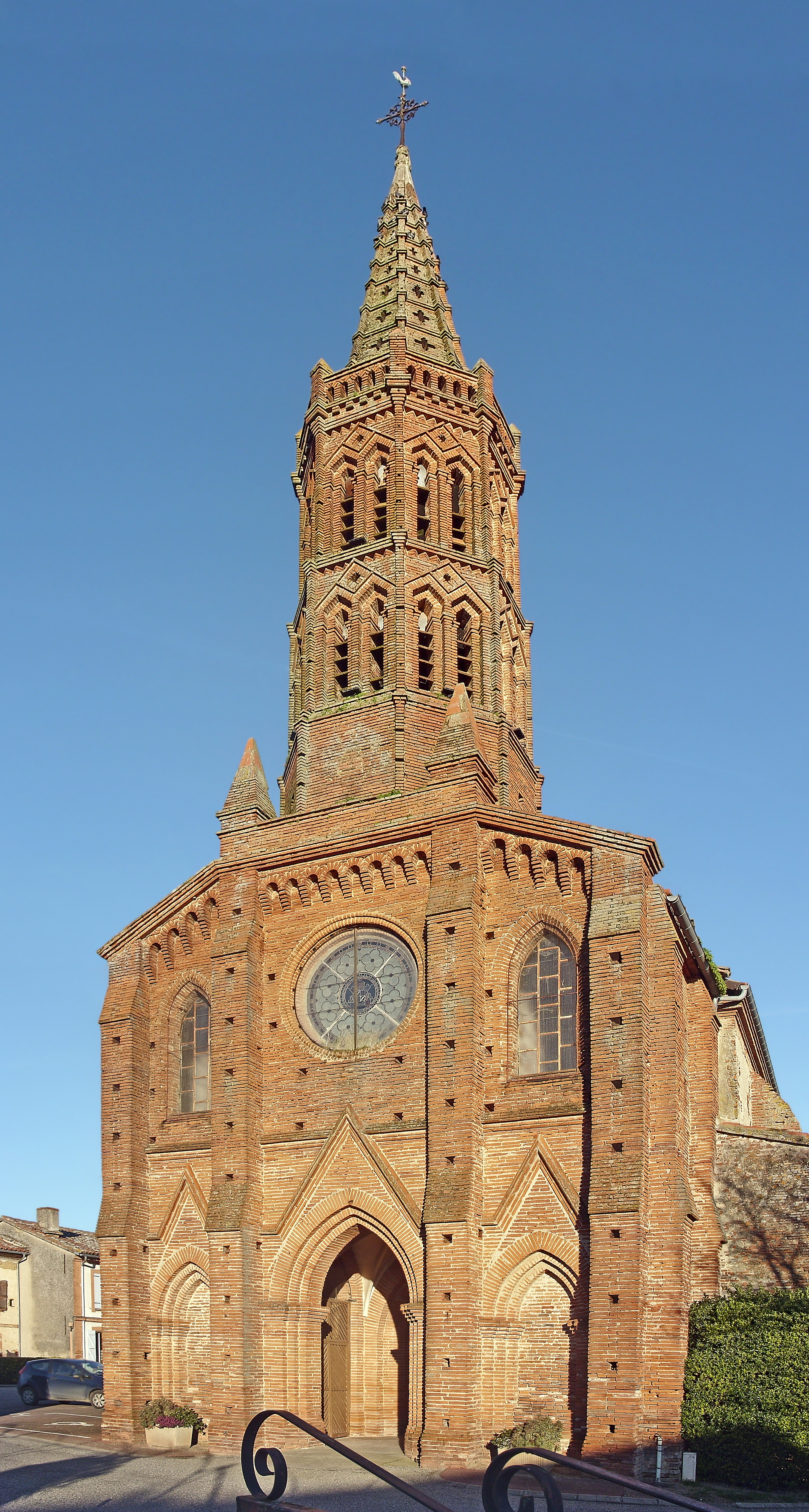
Església Saint-Laurent
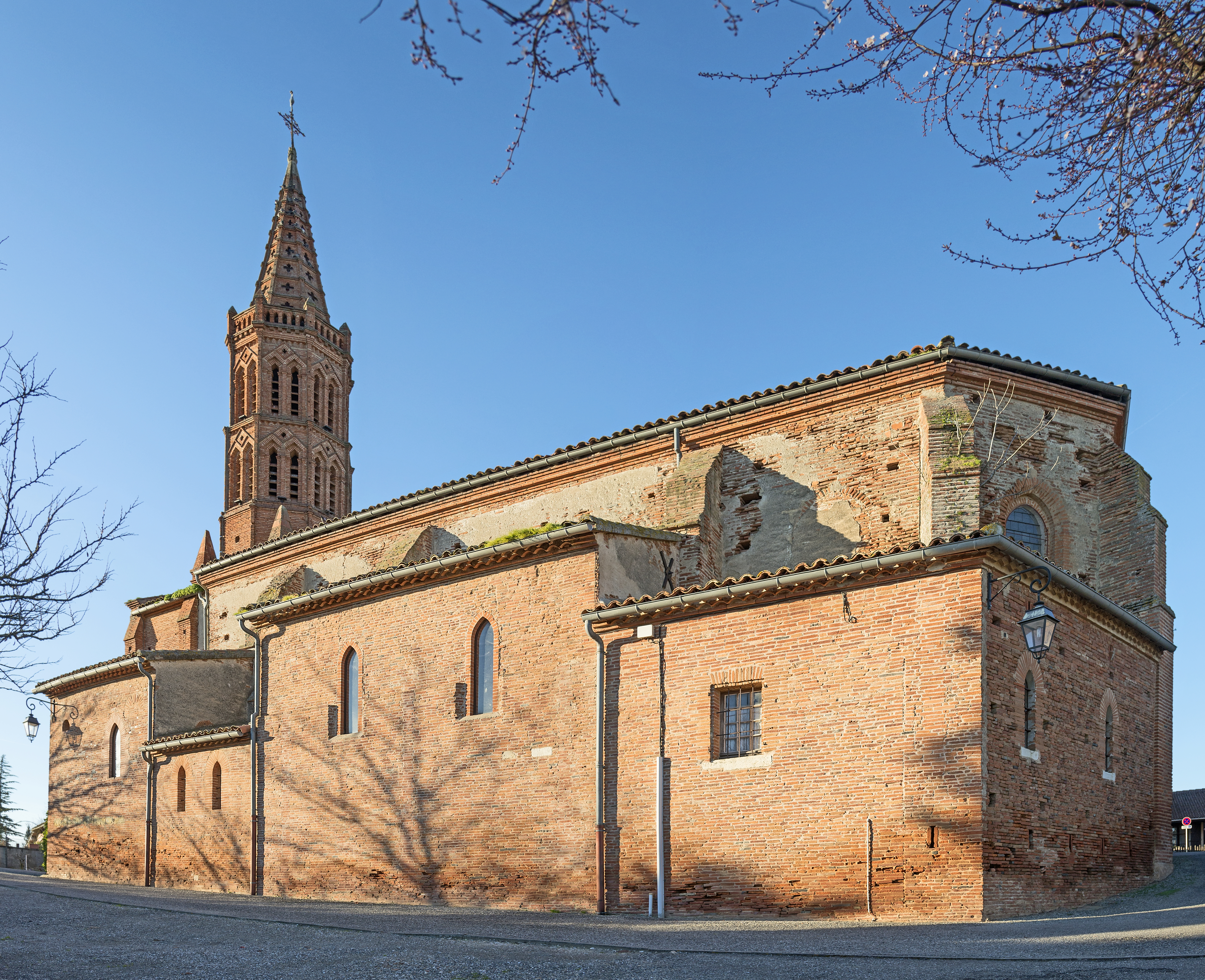
Església Saint-Laurent
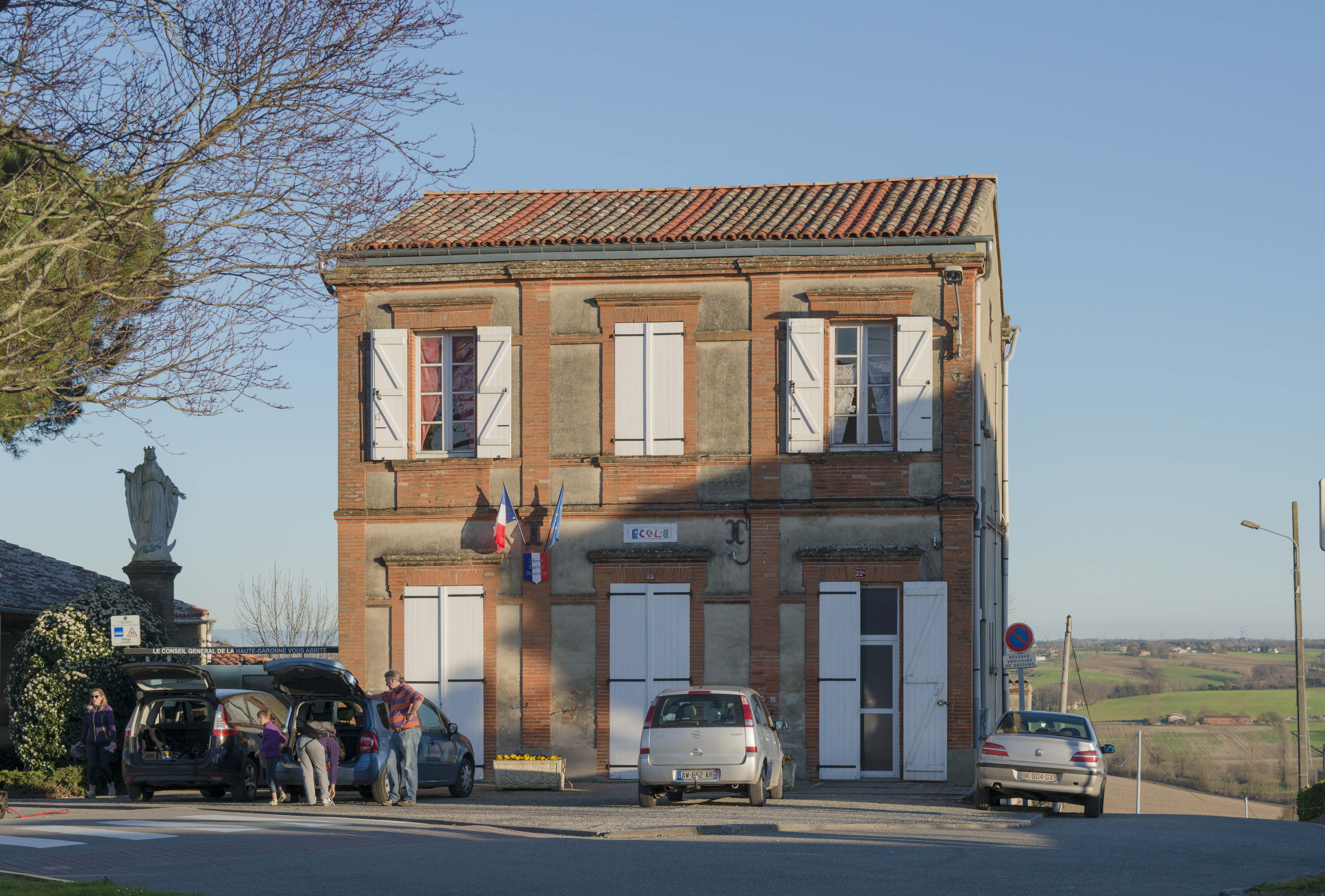
Escola